# Louis Owens
Pour les articles homonymes, voir Owens.
Louis Owens, né le 18 juillet 1948 à Lompoc, en Californie, aux États-Unis, et mort le 25 juillet 2002 à Albuquerque, au Nouveau-Mexique, est un écrivain américain.

## Biographie
Il est d’ascendance Chactas par son père et Cherokee, irlandaise et Cajun par sa mère.
Après avoir travaillé comme garde forestier et pompier pour le service forestier américain, il fait des études à l'université de Californie à Santa Barbara, puis enseigne la littérature américaine à l'université de Californie à Santa Cruz, à l'Université d'État de Californie à Northridge et à l'université du Nouveau-Mexique.
En 1985, il publie John Steinbeck's Re-vision of America, un premier livre sur l'écrivain américain John Steinbeck. En 1989, il en fait paraître un second, The Grapes of Wrath, qui reprend le titre éponyme du célèbre roman de Steinbeck intitulé en français Les Raisins de la colère. Il publie également plusieurs ouvrages critiques consacrés à la littérature amérindienne, dont Other Destinies en 1992.
Il s'inspire de ses origines et de sa culture pour écrire plusieurs romans, qui contiennent souvent des intrigues policières, dont le premier est Le Chant du loup (Wolfsong) en 1991.  Selon Pierre Bondil, son traducteur en France et un des collaborateurs du Dictionnaire des littératures policières, « ces récits très denses associent des intrigues de type criminel à un profond réalisme social et à une dimension onirique, voire surnaturelle, ancrée dans l'héritage culturel de l’auteur ».
En juillet 2002, il se suicide par arme à feu.

## Œuvre

### Romans
- Wolfsong (1991) Publié en français sous le titre Le Chant du loup, traduit par Danièle et Pierre Bondil, Paris, Éditions Albin Michel, coll. « Terre indienne », 1996  (ISBN 2-226-08813-X) ; réédition, Paris, 10/18 no 2969, 1998  (ISBN 2-264-02648-0)
- The Sharpest Sight (1992) Publié en français sous le titre Même la vue la plus perçante, traduit par Danièle et Pierre Bondil, Paris, Éditions Albin Michel, coll. « Terre indienne », 1994  (ISBN 2-226-07508-9) ; réédition, Paris, 10/18 no 2850, 1997  (ISBN 2-264-02303-1)
- Bone Game  (1996) Publié en français sous le titre Le Joueur des ténèbres, traduit par Danièle et Pierre Bondil, Paris, Éditions Albin Michel, coll. « Terre d’Amérique », 1998  (ISBN 2-226-10487-9) ; réédition, Paris, 10/18 no 3194, 2000  (ISBN 2-264-02921-8)
- Nightland (1996) - American Book Award 1997 Publié en français sous le titre Le Pays des ombres, traduit par Danièle et Pierre Bondil, Paris, Éditions Albin Michel, coll. « Terre d’Amérique », 2003  (ISBN 2-226-13671-1) ; réédition 10/18 no 4275, 2009  (ISBN 978-2-264-03896-8)
- Dark River (1999)

### Ouvrages sur John Steinbeck
- John Steinbeck's Re-vision of America (1985)
- The Grapes of Wrath (1989)

### Autres publications
- Other Destinies (1992)
- Mixedblood Messages (1998)
- I Hear the Train (2001)

## Sources
: document utilisé comme source pour la rédaction de cet article.
- Claude Mesplède (dir.), Dictionnaire des littératures policières, vol. 2 : J - Z, Nantes, Joseph K, coll. « Temps noir », 2007, 1086 p. (ISBN 978-2-910-68645-1, OCLC 315873361), p. 471.